# یواس‌اس وینگفیلد (دی‌یی-۱۹۴)
یواس‌اس وینگفیلد (دی‌یی-۱۹۴) (به انگلیسی: USS Wingfield (DE-194)) یک کشتی بود که طول آن ۳۰۶ فوت (۹۳ متر) بود. این کشتی در سال ۱۹۴۳ ساخته شد.